# Административное деление Чехии
Административное деление Чехии подразумевает разделение территории Чехии на 14 самоуправляющихся краёв (включая Прагу), 6253 муниципалитетов (общин, так называемые общины 1-го уровня) и в том числе 4 военных городка с полигонами.
Из них 393 являются муниципалитетами (общинами) с уполномоченными муниципальными органами власти (так называемые общины 2-го уровня) и 205 из них являются муниципалитетами (общинами) с расширенными полномочиями (так называемые общины 3-го уровня), сокращенно ОРП (чеш. ORP); они, как и края, осуществляют государственное управление в своих административных округах в делегированном порядке.
Территория за пределами Праги разделена на 76 районов (столица Прага не является районом де-юре, но имела аналогичные полномочия). После упразднения районных управлений (офисов государственного управления) с 1 января 2003 года, и передачи их полномочий муниципалитетам с расширенными полномочиями, районы служат преимущественно для статистических целей и территориального разделения некоторых органов государственного управления (государственная полиция, архивы, биржа труда).
Помимо этого административного деления, территория страны также делится на 81 избирательных округа с примерно одинаковым населением (иногда их путают с районами) для проведения выборов в верхнюю палату парламента Чехии (Сенат).
Для некоторых административных и статистических целей территория муниципалитетов (общин) делится на кадастровые территории (чеш. Katastrální území) и основные жилые единицы (чеш. Základní sídelní jednotky, ZSJ).

## Края

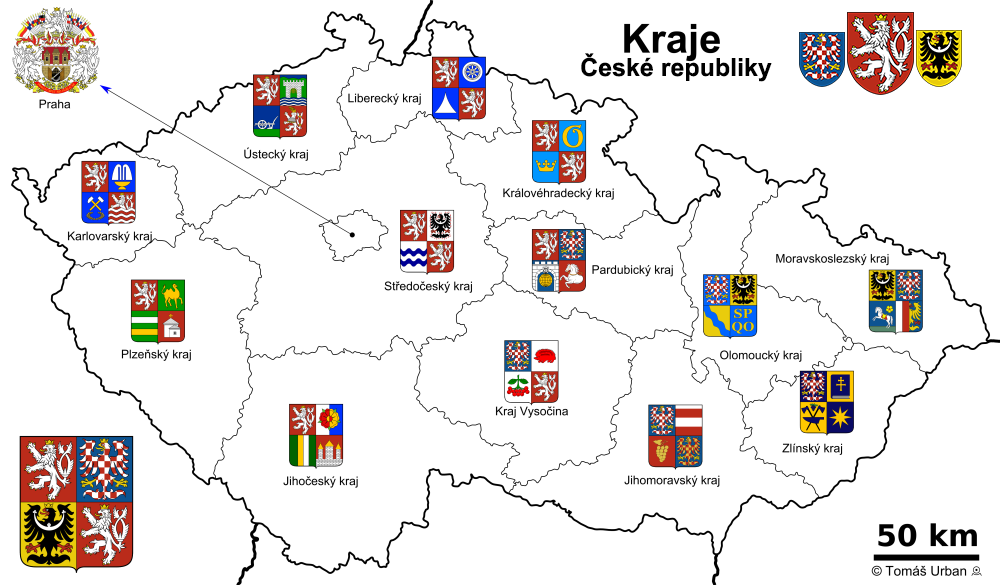
Края Чехии

| Автомобильный код | Край                    | Столица         | Население (2023) | Площадь (км²) | Плотность населения (чел/км²) |
| A                 | Прага (столица)         | Прага (столица) | 1 357 326        | 496,21        | 2735,4                        |
| S                 | Среднечешский край      | Прага           | 1 439 391        | 10 928,44     | 131,7                         |
| C                 | Южночешский край        | Ческе-Будеёвице | 652 303          | 10 057,98     | 64,9                          |
| P                 | Пльзенский край         | Пльзень         | 605 388          | 7 648,96      | 79,1                          |
| K                 | Карловарский край       | Карловы Вары    | 293 595          | 3 310,36      | 88,7                          |
| U                 | Устецкий край           | Усти-над-Лабем  | 812 337          | 5 338,67      | 152,2                         |
| L                 | Либерецкий край         | Либерец         | 449 177          | 3 163,40      | 142                           |
| H                 | Краловеградецкий край   | Градец-Кралове  | 555 267          | 4 759,06      | 116,7                         |
| E                 | Пардубицкий край        | Пардубице       | 528 761          | 4 519,20      | 117                           |
| M                 | Оломоуцкий край         | Оломоуц         | 631 802          | 5 271,54      | 119,9                         |
| T                 | Моравско-Силезский край | Острава         | 1 189 674        | 5 430,54      | 219,1                         |
| B                 | Южноморавский край      | Брно            | 1 217 200        | 7 187,83      | 169,3                         |
| Z                 | Злинский край           | Злин            | 580 531          | 3 963,06      | 146,5                         |
| J                 | Край Высочина           | Йиглава         | 514 777          | 6 795,75      | 75,7                          |

### Регионы сплоченности
Регионы сплоченности или же чешские территориальные единицы уровня «NUTS 2» — обозначение стандартизированной классификации территориальных единиц Чехии для нужд Евростата и Чешского статистического управления. После вступления в ЕС необходимо было создать ещё один уровень территориального деления, соответствующий уровню NUTS 2, на который направляются средства из фондов развития ЕС. Таким образом, в Чехии края были объединены в 8 регионов сплочения (из которых 3, включая Прагу, образуют единый регион).

Регионы сплоченности

| Регион              | Код  | Население | Площадь (км²) |
| Прага               | CZ01 | 1 259 079 | 496           |
| Центральная Богемия | CZ02 | 1 315 299 | 11 014        |
| Юго-запад           | CZ03 | 1 212 423 | 17 617        |
| Северо-запад        | CZ04 | 1 123 265 | 8 649         |
| Северо-восток       | CZ05 | 1 506 813 | 12 440        |
| Юго-восток          | CZ06 | 1 682 748 | 13 990        |
| Центральная Моравия | CZ07 | 1 220 972 | 9 231         |
| Мораво-Силезия      | CZ08 | 1 217 676 | 5 445         |